# 南三陸海岸インターチェンジ
南三陸海岸インターチェンジ（みなみさんりくかいがんインターチェンジ）は、宮城県本吉郡南三陸町にある三陸沿岸道路（南三陸道路）のインターチェンジである。なお、当ICは三陸沿岸道路で初めて高速道路ナンバリング対応の標識を設置した。

## 歴史
- 2017年（平成29年）
  - 3月20日 : 志津川IC - 南三陸海岸IC間 開通に伴い供用開始[2]。
  - 12月9日 : 南三陸海岸IC - 歌津IC間 開通[3]。

## 道路

### 本線

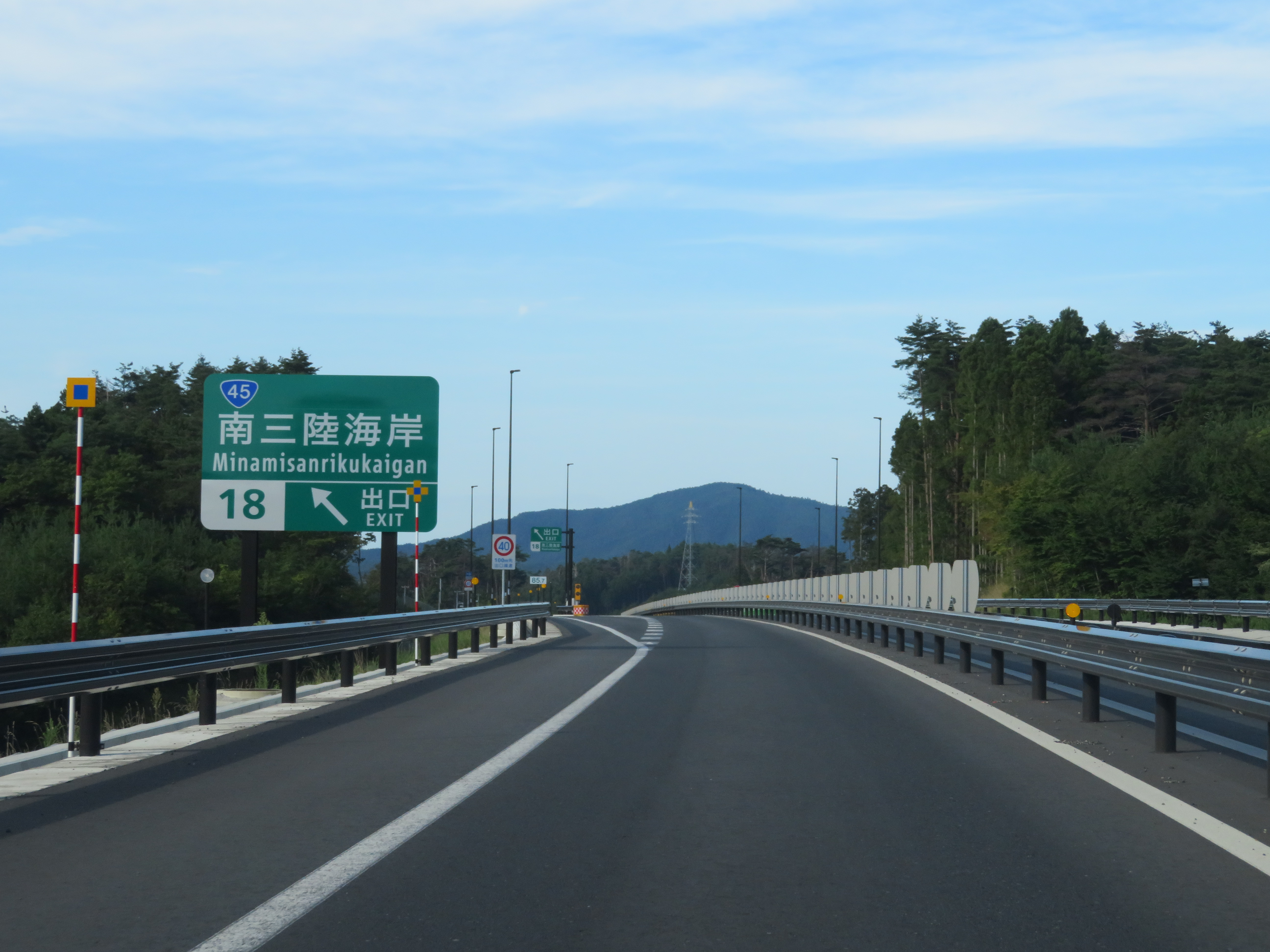
出口付近（気仙沼中央IC方面側から撮影）

E45 三陸沿岸道路（18番）

### 接続している道路
- 国道45号

## 料金所
無料区間のため設置されていない。

## 周辺
- サンオーレそではま海水浴場
- 南三陸町役場
- 七十七銀行志津川支店
- 志津川郵便局
- 南三陸町図書館
- 南三陸町総合体育館「ベイサイドアリーナ」
- 南三陸病院
- 気仙沼・本吉地域広域行政事務組合消防本部　南三陸消防署
- 南三陸警察署

## 隣
E45 三陸沿岸道路
(17) 志津川IC - (18) 南三陸海岸IC - (19) 歌津IC